# Dane genetyczne
Dane genetyczne – oznaczają dane osobowe dotyczące odziedziczonych lub nabytych cech genetycznych osoby fizycznej, które ujawniają niepowtarzalne informacje o fizjologii lub zdrowiu tej osoby i które wynikają w szczególności z analizy próbki biologicznej pochodzącej od tej osoby fizycznej.